# AlhóndigaKomik
AlhóndigaKomik va ser una beca atorgada a joves vinyetistes per Azkuna Zentroa entre el 2008 i el 2011. Els seleccionats eren dotats d'una estada anual a La Casa dels Autors d'Angolema per a desenvolupar-hi el seu projecte artístic i de 1 000 euros al mes per a subsistència. A més a més, s'estudiava en cada cas la possibilitat de publicar el resultat en acabat el temps en qüestió. Aquesta beca estava coordinada pel catedràtic Antonio Altarriba.

## Trajectòria
Durant el seu transcurs, l'AlhóndigaKomik va permetre d'afermar o d'enlairar la carrera dels següents autors:
- Clara-Tanit Arqué, guanyadora el 2008.[4][5]
- Lola Lorente, finalista el 2008.[6]
- Martín Romero, guanyador el 2009.[7]
- Alfonso Zapico, guanyador el 2010.[8]
- Álvaro Ortiz Albero, guanyador el 2011.[9][10][11][12]

El 2012, Lourdes Fernández, tot just nomenada directora d'Azkuna Zentroa, va anunciar-ne la cancel·lació. En conseqüència, vora 400 figures del món de les arts van signar una carta en la qual sol·licitaven que es reprengués la beca en qüestió.
Això no obstant, el 2015, Acción Cultural Española va impulsar una iniciativa que agafa el relleu a AlhóndigaKomik i encara avui es manté.